# Orthopyxis fujianensis
Orthopyxis fujianensis är en nässeldjursart som beskrevs av Huang och Xu 1994. Orthopyxis fujianensis ingår i släktet Orthopyxis och familjen Campanulariidae. Inga underarter finns listade i Catalogue of Life.